# Elm (мова програмування)
Elm (з англ. В'яз) — функційна мова програмування, для декларативного створення браузерних застосунків з графічним інтерфейсом користувача. Elm використовує стиль функційного реактивного програмування та чисто функційне програмування для того щоб сконструювати інтерфейс користувача унеможливлюючи деструктивні зміни. Синтаксис схожий на Haskell, але значно спрощений і спеціалізований. Вихідний код на Elm компілюється в нативний JavaScript. Скомпільований JavaScript містить код додатка, яке керують піддерево DOM.

## Історія
Elm спроектував Еван Чапліцькі в своїй дипломній роботі 2012 року. Перший випуск Elm містив приклади та онлайн-редактор, який дозволяв досить просто спробувати мову у браузері. Еван Чапліцькі приєднався до Prezi в 2013 аби продовжити роботу над Elm, а в 2016 перейшов до NoRedInk як Open Source Engineer, також заснувавши «Elm Software Foundation».
Початкова реалізація компілятора Elm націлена на генерацію HTML, CSS, та JavaScript коду. Набір інструментів мови продовжив розширюватись, і тепер включає REPL, менеджер пакунків, зневадник який подорожує в часі, та інсталятори для Mac та Windows. Elm також має екосистему бібліотек створених спільнотою.

## Особливості
Elm містить невеликий, але виразний набір конструкцій мови, який включає if-вирази, let-вирази, case-вирази, анонімні функції та інтерполяцію списків.

### Незмінність
Всі значення в Elm незмінні, що означає, що значення не може модифікуватись, після того як воно було створеним. Elm використовує персистентні структури даних щоб реалізувати свої бібліотеки Array, Dict, та Set.

### Статична типізація
Elm статично типізований. Кожному визначенню в Elm можна дати анотацію типу, яка опише точний формат значення. Типи включають:
- примітивні типи, такі як числа та рядки
- базові структури даних, такі як списки, кортежі та асоціативні масиви
- позначені об'єднання[en], які дозволяють створювати нові типи[17]

Elm також підтримує повне виведення типів, тому компілятор може перевірити що програма типо-безпечна, не читаючи жодних анотацій типів.

### Система модулів
Elm має систему модулів яка дозволяє користувачам розбити свій код на менші частини, які називаються модулями. Користувачі можуть імпортувати та експортувати значення, дозволяючи приховувати деталі реалізації, щоб іншим програмістам не було потреби про них думати. Модулі складають основу сайту бібліотеки спільноти Elm: Elm Public Library.

### Взаємодія з HTML, CSS, та JavaScript
Elm для спілкування з JavaScript використовує абстракцію, яка називається «порти».
Elm також має бібліотеку, яка називається elm-html і дозволяє користувачам використовувати HTML в Elm та стилізувати його з CSS. Для того щоб зміни в HTML були ефективними, використовується віртуальний DOM.

## Обмеження
На відміну від Haskell, Elm не має підтримки класів типів, і тому не може надавати загальну абстракцію для багатьох типових операцій. Наприклад, нема загальної функції map, apply, fold, чи filter. Замість цього, такі імена містять свій модуль як префікс, як в List.map та Dict.map.

## Інструменти
- Онлайн-редактор і компілятор на elm-lang.org/try
- Онлайн REPL: http://elmrepl.cuberoot.in/ [Архівовано 16 жовтня 2016 у Wayback Machine.]
- Elm Platform [Архівовано 28 лютого 2017 у Wayback Machine.] для інсталяції основних інструментів локально
- Time-Traveling Debugger
- Ресурси для навчання та приклади
- Core Libraries та Community Libraries

## Приклад коду
```
-- Це однорядковий коментар

{- А це багаторядковий.

   Він може розтягуватись на багато рядків.

-}

{- Можна вкладати багаторядкові коментарі {- один в одного -} -}

-- Тут ми описуємо значення, яке назвемо `greeting`. Його тип виведеться як String.

greeting
 
=

    
"Привіт, світе!"

 
-- Але краще додавати анотації типів до декларацій верхнього рівня:

hello
 
:
 
String

hello
 
=

    
"Привіт вам!"

-- Функції описуються аналогічно до значень, аргументи йдуть за іменем функції

add
 
x
 
y
 
=

    
x
 
+
 
y

-- Знову ж таки, краще додавати анотації типів.

hypotenuse
 
:
 
Float
 
->
 
Float
 
->
 
Float

hypotenuse
 
a
 
b
 
=

    
sqrt
 
(
a
^
2
 
+
 
b
^
2
)

-- If-вирази використовуються щоб відгалужувати значення

absoluteValue
 
:
 
Int
 
->
 
Int

absoluteValue
 
number
 
=

    
if
 
number
 
<
 
0
 
then
 
-
number
 
else
 
number

 
-- Записи використовуються щоб містити значення з іменованими полями

book
 
:
 
{
 
title
:
String
,
 
author
:
String
,
 
pages
:
Int
 
}

book
 
=

    
{
 
title
 
=
 
"Кобзар"

    
,
 
author
 
=
 
"Шевченко"

    
,
 
pages
 
=
 
237
 

    
}

-- Можна створювати цілком нові типи, використовуючи ключове слово `type`.

-- Наступне значення задає бінарне дерево.

type
 
Tree
 
a

    
=
 
Empty

    
|
 
Node
 
a
 
(
Tree
 
a
)
 
(
Tree
 
a
)

-- Такі типи можна опрацьовувати за допомогою case-виразів.

depth
 
:
 
Tree
 
a
 
->
 
Int

depth
 
tree
 
=

    
case
 
tree
 
of

      
Empty
 
->
 
0

      
Node
 
value
 
left
 
right
 
->

          
1
 
+
 
max
 
(
depth
 
left
)
 
(
depth
 
right
)

```

## Зноски
1. ↑  Redux Prior Art. Архів оригіналу за 24 серпня 2016. Процитовано 24 серпня 2016.
2. ↑  https://github.com/elm/compiler
3. ↑  https://github.com/evancz/Elm/blob/master/LICENSE
4. ↑  Evan Czaplicki's thesis on Elm (PDF). Архів оригіналу (PDF) за 20 листопада 2016. Процитовано 24 серпня 2016. [Архівовано 2016-11-20 у Wayback Machine.]
5. ↑  Elm's Online Editor. Архів оригіналу за 21 травня 2017. Процитовано 24 серпня 2016.
6. ↑  Elm joins Prezi. Архів оригіналу за 24 травня 2015. Процитовано 24 серпня 2016. [Архівовано 2015-05-24 у Wayback Machine.]
7. ↑  New Adventures for Elm. Архів оригіналу за 5 вересня 2016. Процитовано 24 серпня 2016.
8. ↑  Elm compiler source code
9. ↑  Elm REPL announcement. Архів оригіналу за 31 травня 2015. Процитовано 24 серпня 2016. [Архівовано 2015-05-31 у Wayback Machine.]
10. ↑  Elm Package Manager announcement. Архів оригіналу за 13 березня 2016. Процитовано 24 серпня 2016. [Архівовано 2016-03-13 у Wayback Machine.]
11. ↑  Elm's Time-Traveling Debugger. Архів оригіналу за 3 травня 2017. Процитовано 24 серпня 2016. [Архівовано 2017-05-03 у Wayback Machine.]
12. ↑  Elm Platform. Архів оригіналу за 28 лютого 2017. Процитовано 24 серпня 2016.
13. ↑  Elm Public Libraries. Архів оригіналу за 11 лютого 2015. Процитовано 24 серпня 2016.
14. ↑  The Syntax of Elm. Архів оригіналу за 13 березня 2016. Процитовано 24 серпня 2016. [Архівовано 2016-03-13 у Wayback Machine.]
15. ↑  About Elm [Архівовано 30 серпня 2017 у Wayback Machine.] Elm features
16. ↑  Elm Standard Libraries. Архів оригіналу за 11 лютого 2015. Процитовано 24 серпня 2016.
17. ↑  Model The Problem. Elm. Архів оригіналу за 9 травня 2016. Процитовано 4 травня 2016. [Архівовано 2016-05-09 у Wayback Machine.]
18. ↑  Архівована копія. Архів оригіналу за 11 лютого 2015. Процитовано 24 серпня 2016.{{cite web}}:  Обслуговування CS1: Сторінки з текстом «archived copy» як значення параметру title (посилання)
19. ↑  Ports. Архів оригіналу за 13 березня 2016. Процитовано 24 серпня 2016. [Архівовано 2016-03-13 у Wayback Machine.]
20. ↑  elm-html documentation. Архів оригіналу за 4 вересня 2016. Процитовано 24 серпня 2016.
21. ↑  Blazing Fast Html. Архів оригіналу за 13 березня 2016. Процитовано 24 серпня 2016. [Архівовано 2016-03-13 у Wayback Machine.]
22. ↑  Higher-Kinded types Not Expressible? #396. github.com/elm-lang/elm-compiler. Процитовано 6 березня 2015.